# Vít Klusák
Vít Klusák (* 24. března 1980 Praha) je český filmový režisér a pedagog, spoluautor dokumentárních snímků Český sen nebo V síti.

## Život
Vystudoval fotografii na Střední průmyslové škole grafické v Praze. Spolu s Filipem Remundou založil a od roku 2003 vede filmovou společnost Hypermarket Film, která se zaměřuje na produkci autorských dokumentárních filmů. Jeho současné nejviditelnější projekty jsou: série autorských dokumentů pro Českou televizi Český žurnál, šestá řada Ano, šéfe! pro televizi Prima a dokument Matrix AB. Má celkem čtyři děti, žije v Praze. Jeho bývalou ženou je Kateřina Šedá. Následně se oženil s dokumentaristkou Marikou Pecháčkovou, s níž má tři děti a profesně spolupracuje. Společně natočili dokument o pandemii covidu-19 Velké nic.

## Tvorba
Je absolventem katedry dokumentární tvorby na FAMU (v dílnách prof. Karla Vachka a Heleny Třeštíkové). Od října 2006 přednáší na FAMU předmět Základy filmové řeči, od ledna 2011 se stal vedoucím dílny prvního ročníku dokumentaristů. Ve svých filmech se systematicky vrací k neuralgickým bodům a aktuálním problémům naší společnosti.
S Filipem Remundou natočil jako společný absolventský snímek dokumentární „komedii“ Český sen (2004). Film byl oceněn na mnoha festivalech doma i v zahraničí, odvysílalo jej 24 televizních stanic z celého světa. Film o americkém radaru v Čechách Český mír (2010) měl světovou premiéru na festivalu Michaela Moora v Traverse City. Celovečerní dokumentární groteska Vše pro dobro světa a Nošovic získala v roce 2011 Českého lva za nejlepší dokumentární film.
Výrazným zlomem v jeho tvorbě byl dokumentární film o predátorem na internetu V síti (společně s Barborou Chalupovou), který získal výrazný společenský ohlas i dopad. Film uvedený v únoru 2020 i přes úspěšný start v kinech skončil společně se zavřením kin po vypuknutí pandemie covidu-19. I přes tuto skutečnost vidělo v kinech snímek přes 400 tisíc diváků a stal se tak nejsledovanějším českým dokumentem v historii. Na základě této zkušenosti a nemožnosti natáčet se Klusák pustil společně se svou ženou Marikou Pecháčkovou do přípravy a natáčení filmu Velké nic, který přinesl antropologický a umělecký pohled na průběh pandemie covidu-19 v Česku. Na podzim 2023 připravuje natáčení krátkého hraného filmu Bomba.
Kromě režie se věnuje profesi kameramana a střihače.

## Veřejná angažovanost
V červnu 2019 poslal přes Facebook otevřený dopis ke 45. narozeninám marketingovému specialistovi Marku Prchalovi, který pracuje pro hnutí ANO 2011, v němž se Klusák označuje za „skoro-švagra“, jelikož je partnerem sestry Prchalovy manželky. Klusák v dopise uvádí, že se Prchal prací pro tehdejšího premiéra Andreje Babiše nachází v těžkém dilematu a že svým talentem a dobrými nápady zakrývá Babišovu skutečnou tvář. Zároveň ho vyzývá, aby pro Babiše přestal pracovat, jelikož „nikdy není pozdě“. Pro týdeník Respekt okomentoval samotný Prchal událost mimo jiné slovy: „Nevím ani, co tím chtěl říct, to sdělení jsem nepochopil.“

## Filmografie

### Režie
- Vít Klusák na diskusi k filmu Velké nic (5. 3. 2023, Olomouc)1995 – Jablko (5 min.)

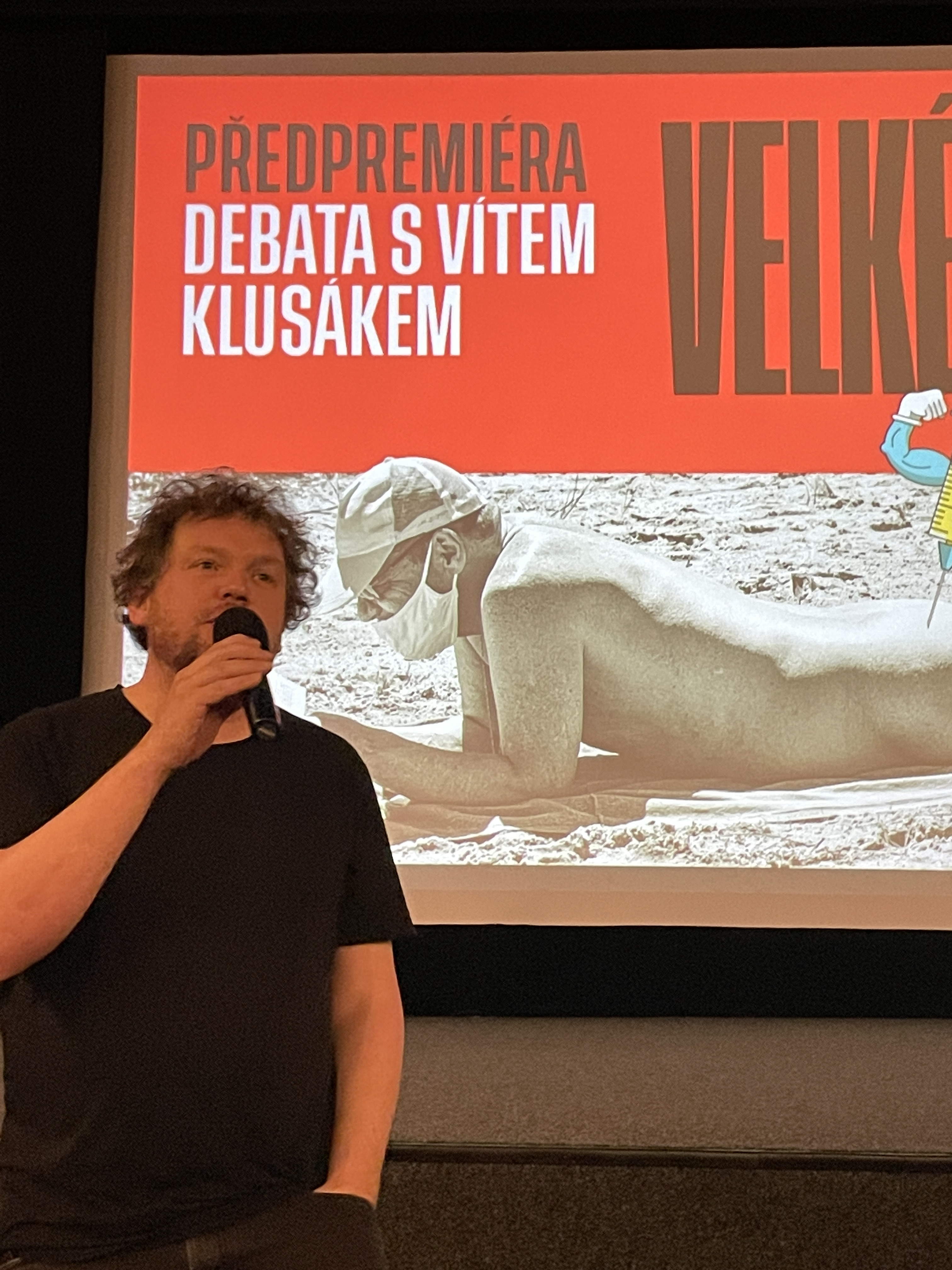
Vít Klusák na diskusi k filmu Velké nic (5. 3. 2023, Olomouc)

- 1999 – Začátek světa (18 min.) je esejisticky laděná reportáž z pražských oslav Silvestra 1999–2000.
- 2000 – Digestive (10 min.) je filmový opak aperitivu. Skupina gymnazistů si uspořádá staročeskou hostinu a pak se vydá pozvracet McDonald ve Vodičkově ul. v Praze.
- 2001 – Ocet (22 min.) je portrét bez portrétovaného. Nepřítomný Klusákův otec, hudební skladatel Emil Viklický, se natáčení zarputile vyhýbá, a tak je nahrazen dvojníkem, jenž se ozval na novinový inzerát.
- 2001 – Situace filmu (15 min.) je film o filmu NÁROD SOBĚ aneb české moře v 18 přílivech (r. Jan Gogola ml.)
- 2001 – Návod rekonstrukce kopie skutečnosti (20 min.) ověřuje myšlenky Viléma Flussera hledáním původního reálného času a prostoru, v nichž byla pořízena fotografie, sloužící jako dezinformace v politickém kontextu.
- 2003 – Vlast a Burian (30 min.) reportážně a esejisticky těží z převozu ostatků mrtvého komika na společensky nejprestižnější hřbitov – na Vyšehrad.
- 2004 – Český sen (režie: Vít Klusák a Filip Remunda; kamera: Vít Klusák) dokumentuje rozsáhlou skutečnou akci, kterou režiséři rozvinuli. Zadali reklamní agentuře MARK/BBDO objednávku na reklamní kampaň pro neexistující produkt: fiktivní hypermarket. Zapříčinili – a nafilmovali – tak řadu reakcí, jež se bezprostředně dotýkají témat reklamy, marketingu, konzumentství, obrazů nahrazujících realitu a proměny životního stylu po pádu komunismu. Stránky filmu: www.ceskysen.cz
- 2006 – Přestávka (7 min.) je malá hudební docuroadmovie s Janem Budařem v hlavní dvojroli. Znavení stěhováci upustí koncertní křídlo uprostřed pražské magistrály. Kalamita se však nekoná: síla dobře míněné hudby na sedm minut zmrazí všechen neklid velkoměsta a osvobodí chodidla z pedálů, aby se mohla roztančit.
- 2006 – Normální holka (4 min.) je intimní domácí videoklip k písni Jana Buriana z alba Dívčí válka. Zpívá Anežka Růžičková.
- 2008 – Vánoce v Bosně (26 min.) je válečná reportáž o blbé hudbě a blbé válce. A zároveň první společný film Víta Klusáka a Filipa Remundy. Sedm let po natáčení sestříhali filmovou zprávu o tom, jak české popové hvězdy vyrazily v prosinci 2001 na výlet za českými vojáky v Bosně.
- 2008 – Paniččino všechno (18 min.) je krátký dokumentární film Víta Klusáka a Kateřiny Šedé zachycující situaci po smrti Kateřininy babičky, kdy se celá rodina spojila, aby zachránila babiččina psa Ajdu, která začala tesknit a výt. Rodina tedy začala dodržovat babiččiny rituály včetně zapínání televize nebo třeba otevírání oken tak, aby Ajdě vrátila její obvyklý denní režim.
- 2009 – Dzdzysto (Deštivo) (5 min.) je dokumentární videoklip k písni Lenky Dusilové Dzdzysto z alba Eternal Seekers. „Silvestrovský Václavák 2008/9: nahoře Svobodná Evropa v obležení odstřelovačů – na dohled od místa, kde se doopravdy zapálil Palach, pod koněm řádí TV Nova a v půli Václaváku hoří štěstím silvestrovští sebeatentátníci. Ve snu se mi zdálo, jak křičím: "Všichni jsme prezidenti svý země! A Silvestr je každej den." – Taky proto je ten svátek šílenej.“ (z anotace V. Klusáka)
- 2010 – Český mír (104 min.) – Celovečerní dokumentární komedie Víta Klusáka a Filipa Remundy mapuje tři roky společenské i mediální „války“ o americký radar. Události, které po tři roky plnily stránky novin, dokumentaristé ukazují zblízka a s nadsázkou. Za tento film získali Klusák s Remundou Cenu filmových kritiků a teoretiků za nejlepší dokument – v rámci výročních filmových cen Český lev 2010 a hlavní cenu na Mezinárodním festivalu dokumentů DMZ v Jižní Koreji.
- 2010 – Vše pro dobro světa a Nošovic (82 min.) – Filmový portrét moravskoslezské vesnice, ve které – jak místní říkají – přistálo UFO v podobě kilometrové stříbřité továrny: korejská automobilka Hyundai. Z vesnice, která se proslavila především kysaným zelím a pivem Radegast, se tak stala průmyslová zóna – největší investice na zelené louce v historii ČR.[zdroj?] Mnozí z majitelů polí, na kterých dnes automobilka uprostřed vsi stojí, však dlouho své pozemky prodat nechtěli. Donutil je až nátlak jejich sousedů a anonymní dopis, který odolávajícím sedlákům a jejich blízkým pohrozil smrtí. Filmaři v čele s Vítem Klusákem (Český sen, 2004 a Český mír, 2010 – oba filmy společně s Filipem Remundou) se do Nošovic vrací dva roky po dramatických výkupech pozemků, v době, kdy továrna začíná vyrábět auta a skrze sedm postav ukazují portrét místa, které se náhle a nevratně proměnilo k nepoznání. Reklamní slogan charakterizuje film jako „sociální grotesku o poli, na kterém rostou auta“. Premiéra: únor 2011, stránky filmu: www.vseprodobrosvetaanosovic.cz. Za tento film získal Klusák "Cenu filmových kritiků a teoretiků za nejlepší dokument" v rámci výročních filmových cen Český lev 2011.
- 2011 – Film jako Brno (72 min.) – Prvomájová blokáda neonacistického průvodu očima studentů FAMU. Dokumentární projekt Film jako Brno je unikátní akce 6 začínajících dokumentaristů – studentů FAMU a jejich učitele Víta Klusáka. V jediném dni – 1. máje 2011 – se těchto sedm filmařů spolu s malými štáby vydalo zmapovat situaci ve městě Brně. Výsledkem jejich snažení je film o sedmi kapitolách, které portrétují všechny myslitelné strany barikád toho divokého dne: neonacisty, policisty, politiky, novináře, Romy, blokádníky a jako nezúčastněné: návštěvníky a zvířectvo brněnské ZOO. Film vznikl v koprodukci společnosti Hypermarket Film a FAMU. Premiéra: MFDF Jihlava 2011.
- 2011 – Hrad pro všechny (26 min.) – Dokumentární film z cyklu ProStory (ČT) o soudobé architektuře. Luxusní ghetto, Alcatraz, zlatá klec... Čím si rezidenční komplex Central Park Praha, navržený architekty z ateliéru A69, vysloužil takové přezdívky? Reklama hlásá, že se jedná o "šestihvězdičkové bydlení 21. století". Central Park Praha je největší bytový komplex v Čechách, kritici o něm však mluví jako o noční můře developera. Jak vypadá bydlení hotelového typu? Jak se to dělá, aby všichni viděli na Pražský hrad? A co to je integrace naruby? Trojportrét architektů z ateliéru A69 v kontextu jejich největší realizace.
- 2011 – Otevřený vesmír banky (26 min.) – Dokumentární film z cyklu ProStory (ČT) o soudobé architektuře. Banka pro 3000 úředníků. Budova jako nástroj tzv. firemní kultury. Proč z kanceláří zmizely zdi? Komu slouží, když všichni zaměstnanci sedí dohromady v otevřeném prostoru? Autorem největší české kancelářské budovy je architekt Josef Pleskot.
- 2011 – Ano, šéfe! (54 min.) – Proslulý televizní pořad, ve kterém šéfkuchař Zdeněk Pohlreich proměňuje české pajzly v restaurace. Klusák v roce 2011 režíroval 4 díly (Brno, Tábor, Pardubice, Plzeň - Simsalabim).
- 2012 – Svobodu pro Smetanu (52 min., režie: Vít Klusák a Filip Remunda) – Autorský dokument z cyklu Český žurnál. Politikům přikresloval tykadla. A na plakáty psal, že jsou to lháři, zloději a korupčníci. Nakonec ho udal jeden z kolegů, také řidič autobusu. Byl souzen manželkou počmáraného politika. Poškodil soukromý majetek! Zaplatil škodu 15 tisíc korun a další trest odmítl. Moje náprava je naprosto vyloučena, zvolal Roman Smetana u soudu. Vyfasoval sto dnů natvrdo. Prezident mu odmítl udělit milost. Autoři filmu už nedokázali jeho příběh jen dokumentárně zaznamenávat – nakoupili spreje a vyrazili do ulic. Film o souboji práva a spravedlnosti. Je svoboda projevu nadřazena poškození cizí věci? Existuje moment, kdy je potřeba se vzepřít společensky uznaným normám? Dokáže řidič autobusu diskutovat s premiérem?
- 2013 – Život a smrt v Tanvaldu (52 min., režie: Vít Klusák a Filip Remunda) – Autorský dokument z cyklu Český žurnál. Dokumentární detektivka, ve které se autoři vydávají po stopách české xenofobie. V Tanvaldu mají místo náměstí parkoviště a supermarkety. Zima je zmrzlejší než ve zbytku republiky. Rok 2012 tu začal neštěstím. Hodinu a půl po půlnoci zastřelil tanvaldský senior dvaadvacetiletého juniora. Šlo o nutnou obranu? Nebýt toho, že mladík byl Rom a střelec Gádžo, vášně by nebyly probuzeny. Vše se navíc odehrálo ve městě zavřených textilek, extrémní nezaměstnanosti a nízké tolerance. Natáčení začalo pár dnů po té nešťastné střelbě. Ukázalo se, že rodiče zemřelého Ladislava žijí na dohled od pána, který střílel. Jak natočit film o neštěstí, aby nebyl bezvýchodný?[13]. Film získal Cenu Václava Táborského na festivalu Finále Plzeň 2013. Součástí ceny je finanční odměna 60.000 Kč, o které autoři prohlásili: "Hodláme z těch peněz zaplatit výrobu náhrobního kamene, který zastřelený Ladislav Tatár ml. dodnes nemá, protože si to jeho rodina nemůže dovolit. Ať už se incident, o kterém film pojednává, odehrál jakkoliv, důstojné místo posledního odpočinku si zaslouží každý." (zdroj: Facebook Víta Klusáka)
- 2013 – Spřízněni přímou volbou (52 min., režie: Vít Klusák a Filip Remunda) – Autorský dokument z cyklu Český žurnál. Sonda ze zákulisí přímé volby českého prezidenta zaostřený na souboj Miloše Zemana a Karla Schwarzenberga. Polemický portrét historické události s komediálními prvky. Předsedkyně Poslanecké sněmovny PČR Miroslava Němcová říká: „Prezidentská volba k uklidnění české politiky nepřispěje. Bude to velký mediální cirkus.“ Tramtadadá?! Má paní Němcová pravdu? Kdo zaplatil kampaň Miloše Zemana? Je Karel Schwarzenberg doopravdy pankáč? Stáhl se kontroverzní lobbista Miroslav Šlouf do ústraní? Poškozuje Karla Schwarzenberga jeho účast v Nečasově vládě? Co všechno musí kandidáti na prezidentský úřad podstoupit, aby se jeden z nich dostal na Hrad? Potřebujeme vůbec prezidenta?
- 2013 – Sametová revoluce (26 min., režie: Vít Klusák a Filip Remunda) – Levice vyhrála volby. Sociální demokraté uzavřeli koalici s komunisty. Radní pro školství a kulturu za KSČM se stala bývalá učitelka matematiky Vítězslava Baborová. Kolegu učitele z třeboňského gymnázia to rozlítilo. Vyzval své studenty, aby to tak nenechali. Studenti uspořádali demonstraci. Zahájili hladovku. Promluvili do médií. Vyzvali hejtmana. Ukončili hladovku. Paní Baborová se zhroutila a odstoupila. Na její místo nastoupil komunista JUDr. Vytiska. – Dokumentárně divadelní rekonstrukce politického dramatu dle skutečné události. Portrét (anti-)komunismu 24 let od Sametové revoluce.
- 2013 – Dobrý řidič Smetana (77 min., režie: Vít Klusák a Filip Remunda) – Celovečerní verze filmu o olomouckém řidiči autobusu Romanu Smetanovi, který se do boje s nespravedlností, mafiánstvím a nevkusem české politiky vyzbrojil lihovým fixem. Film nově zahrnuje scény, v nichž Roman Smetana se svým kamarádem Jiřím Středou obviňují olomouckou ODS a jmenovitě bývalého ministra Ivana Langera z krádeže 66 miliónů korun, které měli údajně vylákat z ministerstva dopravy. Film vyrobila společnost Hypermarket Film v koprodukci s Českou televizí.
- 2014 – Dělníci bulváru (58 min., režie: Vít Klusák) – Autorský dokument z cyklu Český žurnál. Klusákův štáb proniká do světa českých celebrit a novinářů, kteří tyto celebrity vyrábějí i nesnášejí současně. Výsledkem je filmová reflexe, která záměrně není plakátovým odsudkem mediálního světa pomluv, intrik, nevěr a nemocí slavných, ale pozorovatelskou sondou tragikomického fenoménu, který jako jeden z posledních veřejně sdílených zájmů propojuje českou společnost napříč. „Píšu jen to, co moje čtenáře zajímá. A lidi chtěj jen to, co je zabalený mezi kozy a fotbal. Jsem dělník bulváru a jsem jeden z nejlepších," říká Pavel Novotný, šéfredaktor druhého nejčtenějšího bulvárního serveru v Čechách a jeden z protagonistů Klusákova dokumentu.
- 2015 – Matrix AB (73 min., režie: Vít Klusák) – Dokumentární portrét Andreje Babiše natočený v letech 2014–2015.
- 2015 – Má vlast Afghánistán, dokument z cyklu Český žurnál, společně s Filipem Remundou
- 2016 - 2017 – Zvláštní vyšetřování (režie: Vít Klusák a Filip Remunda; kamera: Vít Klusák, Adam Kruliš) dokumentární detektivní seriál pro Seznam Zprávy, ve kterém se investigativní reportéři Sabina Slonková a Jiří Kubík vydávají po stopách aktuálních politických a hospodářských kauz. Seriál unikátním způsobem snímá novinářskou práci v reálném čase.
- 2017 – Svět podle Daliborka (režie: Vít Klusák; kamera: Adam Kruliš) – dokumentární portrét neonacisty Dalibora K. Klusákův štáb jej sledoval dva roky. Dalibora, kterému táhne na čtyřicítku, ale stále žije v bytě se svou matku, zachycuje v době, kdy navazuje vztah s novou partnerkou. Klusák Dalibora popisuje jako "křehkého neonacistu".[14] Dalibor nesnáší Romy, Židy, uprchlíky nebo homosexuály. Ve filmu vystupuje Daliborova přítelkyně Jana, Daliborova matka Věra a její přítel Vladimír. Klusák chtěl dokumentem ukázat, jak se rodí nová vlna rasismu a nesnášenlivosti.[15] Všechny postavy ve filmu jsou autentické, Klusák však situace snímá způsobem, který připomíná spíš hraný film. Po uvedení filmu internetem kolovaly informace živené samotnými postavami, že jednaly podle scénáře a rasistické a neonacistické postoje pouze předstíraly. Režisér Klusák ovšem tyto výroky opakovaně vyvracel a trval na svém předchozím popisu vzniku filmu: veškeré výroky a postoje účinkujících ve filmu jsou pouze jejich vlastní.

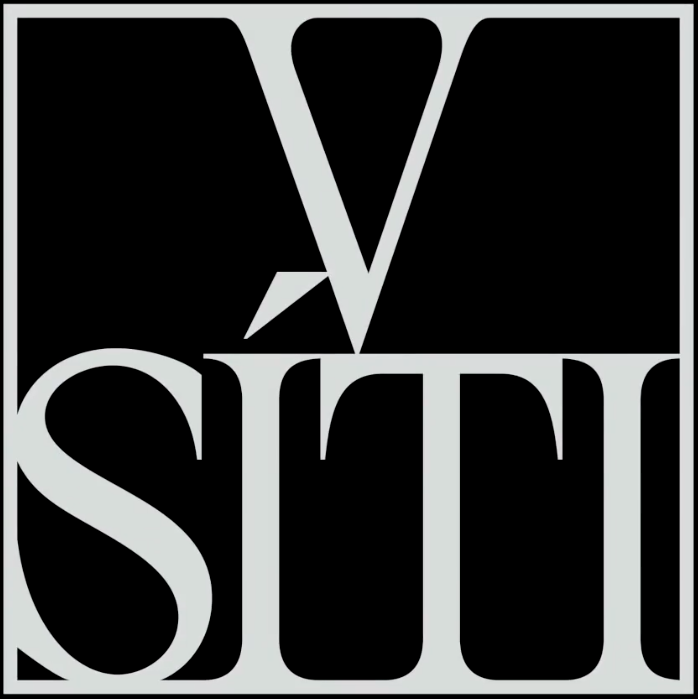
Logo dokumentu V síti

- Logo dokumentu V síti2020 – V síti (100 min., námět: Vít Klusák, scénář a režie: Vít Klusák a Barbora Chalupová) – 3 herečky, 3 pokojíčky, 10 dní a 2458 sexuálních predátorů. Psychosociální experiment, který naléhavým způsobem otevírá tabuizované téma zneužívání dětí na internetu. Dokumentární film vypráví strhující drama těchto tří hrdinek alias „dvanáctiletých dívek“ od castingu až po osobní schůzky, kde se s predátory setkávají tváří v tvář pod dohledem ochranky a šesti skrytých kamer. Predátorské taktiky se tak obracejí proti svým strůjcům a z lovců se stávají lovení. Film byl oceněn Českým lvem za nejlepší dokumentární film roku 2020. Jde o nejúspěšnější český dokument v historii.

- 2021 – Jak Bůh hledal Karla (90 min., režie: Vít Klusák a Filip Remunda) – Co se stane, když je dokumentární štáb z Čech – nejateističtějšího národa v Evropě - vyslán do nejpobožnější země EU Polska?
- 2021 – 13 minut (84 min., režie a scénář: Vít Klusák) – Osvětový dokument o příbězích řidičů, kteří způsobili dopravní nehody a zbytečné smrti.
- 2023 – Velké nic (režie a scénář: Vít Klusák a Marika Pecháčková)
- 2023 – Zvon zvonů (27 min., režie a scénář: Vít Klusák) dokument o vzniku Zvonu #9801[16][17]
- 2024 – Bomba – krátký hraný film

### Produkce
- 2008 – Burianův den žen – dokumentární série polemických portrétů pozoruhodných žen s Janem Burianem
- 2010 – For Semafor – celovečerní dokumentární film Miroslava Janka (koprodukce s HBO)
- 2010 – Doba měděná – celovečerní dokumentární film Ivo Bystřičana
- 2011 – Pod sluncem tma – celovečerní dokumentární film Martina Marečka
- 2011 – Nic proti ničemu – celovečerní komedie Petra Marka (koprodukce se spol. LÁHOR/Soundsystem)
- od 2013 – Český žurnál – série autorských dokumentů pro Českou televizi
- od 2016 – Ano, šéfe! – série sociálně-kuchařské reality show se Zdeňkem Pohlreichem pro TV Prima
- od 2018 – Zvláštní vyšetřování – série investigativních reportáží se Sabinou Slonkovou a Jiřím Kubíkem pro Seznam Zprávy

### Kamera
- 2003 – Český sen
- 2007 – Pulec, králík a Duch svatý
- 2010 – Český mír
- 2012 – Svobodu pro Smetanu (spolu s Filipem Remundou)
- 2013 – Život a smrt v Tanvaldu (spolu s Filipem Remundou)
- 2013 – Spřízněni přímou volbou (spolu s Filipem Remundou)
- 2013 – Dobrý řidič Smetana (spolu s Filipem Remundou)
- 2015 – Matrix AB (spolu s Jakubem Halouskem a Adamem Krulišem)
- 2016-17 – Zvláštní vyšetřování (spolu s Adamem Krulišem)
- 2023 – Velké nic
- 2023 – Zvon zvonů (spolu s Adamem Krulišem)[16]